# Andrea Pazienza
Andrea Michele Vincenzo Ciro Pazienza (San Benedetto del Tronto, Ascoli Piceno, Italia, 23 de mayo de 1956 - Montepulciano, Siena, Italia, 16 de junio de 1988) fue un historietista, ilustrador, pintor y docente italiano.

## Biografía
Pazienza nació en San Benedetto del Tronto, hijo de Enrico Pazienza, profesor de educación artística, y de Giuliana Di Cretico. Vivió desde temprana edad en San Severo, la ciudad del padre (aparte de la "de su pensamiento"), donde trascurrió su infancia, pasando los veranos en San Menaio, localidad de Vico del Gargano.
En 1968, a la edad de once años, Pazienza se mudó a Pescara, volviendo casi todos los fines de semana a San Severo, donde siguió frecuentando los amigos de siempre y dejando rastros de su genialidad al realizar las escenografías de algunos espectáculos en el Teatro Verdi (San Severo). En la ciudad abruza se inscribió en el liceo artístico y se hizo amigo del autor de historietas Tanino Liberatore. En estos años realizó sus primeros cómics, en parte aún inéditos, y una serie de pinturas; colaboró, además con el Laboratorio Comune d'Arte "Convergenze" que desde 1973 expuso sus obras en muestras tanto colectivas como personales.
En 1974 se inscribió al DAMS de la Universidad de Bolonia, carrera que dejó a dos exámenes de la graduación. Vivió los años de la contestación juvenil, que sirvieron de telón de fondo para Le straordinarie avventure di Pentothal, primer trabajo publicado de Pazienza («Alter Alter», 1977). En la facultad encontró otros artistas y escritores como Pier Vittorio Tondelli, Enrico Palandri, Giacomo Campiotti, Gian Ruggero Manzoni y Freak Antoni. Junto a Filippo Scozzari, Stefano Tamburini, Massimo Mattioli e Tanino Liberatore, fundó en 1977 la editorial Primo Carnera Editore y la revista Cannibale. Desde 1979 a 1981 colaboró con el semanario Il Male. Con el grupo de «Cannibale» y Vincenzo Sparagna fundó en 1980 la revista mensual Frigidaire, en cuyas páginas aparece Zanardi. La colaboración con Frigidaire reveló en Pazienza, dada su intolerancia a los ritmos y las presiones editoriales, un autor extremadamente prolífico. Solamente en los primeros meses de la revista, Pazienza realizó argumentos y dibujos para decenas de historias en blanco y negro, a colores, y con técnicas mixtas. Entre los personajes destacan Francesco Stella, L'investigatore senza nome y Pertini (para un álbum especial "dibujado en tres días", dijo Pazienza). El artista realizó también muchas cubiertas de discos, un calendario, algunos pósteres, y muchos afiches publicitarios. Además, participó con Tamburini y Scozzari en diversos proyectos, e ilustró artículos y cuentos, por petición del director Sparagna. Ya siendo una conocida figura de la historia, no desdeñó las contribuciones de autores menos conocidos en sus historias (Nicola Corona, Marcello D'Angelo, y una serie de coloristas para Zanardi).
Pazienza se dedicó a la docencia, primero en la Libera Università di Alcatraz (Santa Cristina di Gubbio) de Dario Fo y coordinada por el hijo éste, Jacopo. Luego, en 1983, fundó en Bolonia con la colaboración de la ARCI local, la Scuola di Fumetto e Arti Grafiche Zio Feininger, junto a Magnus, Lorenzo Mattotti y Silvio Cadelo, entre otros. Aquí enseñó personalmente un curso hasta junio de 1984. Algunos de sus estudiantes fueron Francesca Ghermandi, Alberto Rapisarda, Enrico Fornaroli y Sauro Turroni. Pazienza cuenta su experiencia de profesor algunos años después en la novela gráfica Pompeo.
No queriendo limitarse al cómic y expresándose en los más diversos ámbitos del diseño gráfico, Pazienza firmó durante estos años afiches cinematográficos (entre los cuales cabe mencionar La ciudad de las mujeres de Fellini en 1980, y el que hizo para Lontano da dove, dirigida por Stefania Casini e Francesca Marciano), videoclips (Milano e Vincenzo de Alberto Fortis y Michelle de the Beatles para el programa de RAI UNO Mister Fantasy), carátulas de discos (como Robinson de Roberto Vecchioni y Sos brothers de Enzo Avitabile) y campañas publicitarias. Trabajó para su amado mundo del teatro, realizando escenografías e ideando afiches.
El creciente éxito verificado en el campo gráfico no le impidió pintar. Expuso nuevas obras en 1982, en ocasión de la exhibición Registrazione di Frequenza en la Galería Comunal Arte Moderno di Bolonia, y en 1983 en la galería milanesa Nuages en la muestra Nuvole a go-go en el Palazzo delle Esposizioni de Roma (con Francesco Tullio Altan e Pablo Echaurren). Además, decoró con pinturas murales el aula del Polo Didattico de la Facultad de Letras de Génova, y realiza el gigantesco Zanardi equestre en Cesena.
Es en estos años de gran fama gracias a su trabajo que conoció su lado más oscuros, los cuales lo destruyeron progresivamente: las drogas, y particularmente la heroína, empezaron a hacerse un lugar en su vida, alternando períodos en los que lograba apartarse con otros en que no era capaz. Es a causa de esto que poco después fue timbrado de "tóxico" (a pesar de que él mismo, como declaró en una video-entrevista a Red Ronnie en 1984, amaba reírse de sí mismo), trabajaba menos y fue dejado por su novia de siempre.
Se mudó a Montepulciano en 1984 y aparentemente desintoxicado, en junio de 1985 conoció a la historietista Marina Comandini con la cual se casó un año después. Mientras tanto siguió colaborando con las más importantes revistas italianas del cómic, como Linus, y participó en la creación de Frizzer (que se sale junto a Frigidaire). Colaboró además con la revista Tempi Supplementari y, desde 1986, también con Avaj, suplemento de la revista mensual Linus, con Tango, suplemento del periódico l'Unità, con Zut, revista satírica dirigida por Vincino, y con Comic Art. En 1987 firmó la escenografía del espectáculo de danza Dai colli del coreógrafo Giorgio Rossi, y colaboró en el guion de Soy el pequeño diablo de Roberto Benigni (el cómico no confirmó la contribución de Pazienza, pero le dedicó el film de manera póstuma). Es en Montepulciano que nacieron las obras legadas a su creciente pasión por la poesía y la historia: Pompeo, Campofame de un poema de Robinson Jeffers, Astarte.
En la noche del 16 de junio de 1988 falleció de improviso en Montepulciano. Las causas precisas de la muerte nunca fueron reveladas. Algunos testimonios hablan de una recaída en su adicción a la heroína, de la cual había logrado alejarse por bastante tiempo, y de su fallecimiento producto de una sobredosis. A pocos días de su muerte, se abre en Peschici de manera póstuma la primera exposición que habría tenido junto a su padre Enrico.
Está sepultado en el cementerio de San Severo. Había dicho a su padre: «si me tuviera que pasar algo, quiero solo un poco de tierra en San Severo, y un árbol encima...»

## Filmografía
En 2001 Stefano Mordini realizó el documental Paz'77, donde presenta a un Pazienza junto a Pentothal, si primera obra. El documental, presentado en el Festival de Cine de Turín, concursó en la Trienal de Milán.
En febrero de 2002 salió el film Paz!, dirigido por Renato De Maria, que tiene por protagonistas algunos de los personajes más importantes de Andrea Pazienza, como Pentothal y Zanardi, operación legitimada por el hecho que le mismo Pazienza había escrito el guion para film sobre Zanardi (existe un registro de audio en el cual el artista recita extractos del guion).

## Homenajes artísticos
Angelo Orlando se inspiró en Andrea Pazienza y le dedicó su primer film como director L'anno prossimo vado a letto alle dieci.
Roberto Benigni, legado por amistad al artista, dedica a Pazienza y a Donato Sannini el film Soy el pequeño diablo (1988).
En el libro de poesías Ballate de 1991 de Stefano Benni aparece la poesía Zanardi (per Andrea Pazienza).
EL nombre de Andrea Pazienza aparece en dos libros de gran tirada como Jack Frusciante ha dejado la banda de Enrico Brizzi, Tres metros sobre el cielo de Federico Moccia y en la canción Pazienza del álbum homónimo de Piero Pelù. En el primero de hacen referencias explícitas a la colaboración de Pazienza en la revista Frigidaire y el nombre de Pazienza es citado en la dedicatoria del libro, aunque sólo con sus iniciales, junto al de Pier Vittorio Tondelli. En el segundo, el protagonista Step cuenta la experiencia de haberse introducido durante la noche en una casa editorial para robar algunas de las planchas originales de Paz. Además, la caricatura-retrato de Zanardi aparece en la cubierta de Bastogne, la segunda novela de Enrico Brizzi.
En el número de Dylan Dog El número doscientos hizo su aparición un personaje que hasta ese punto no había nunca aparecido en el universo de Dylan Dog: Virgil, el hijo de inspector Bloch, que no es otro que la transposición sclaviana del Zanardi de Pazienza. En la página 68 del mismo número un personaje secundario se asemeja al mismo Pazienza: una "actuación especial en cómic" con el cual los autores de la serie han querido rendir un homenaje adicional al artista.
Siempre entre las historietas de la Sergio Bonelli Editore, Gea, protagonista de la serie homónima de Luca Enoch, frecuenta el Liceo "Paz".
Un busto de Zanardi ha sido erigido en los jardines públicos de Fusignano.
El 5 de agosto de 2008 el cantautor italiano Vinicio Capossela presentó en el Carpino Folk Festival en un concierto homenaje a Andrea Pazienza como coronación de la exhibición Vite im Pazienti, dedicada el caricaturista.
El nombre de Pazienza se menciona en la película Ovosodo de Paolo Virzì, donde también se rueda una escena con uno de sus cómics.
En el álbum Controverso salido en 2000 del grupo de rock Gang le fue dedicado el tema número nueve (Paz).
El equipo de fútbol SchwarzRot8000 que milita en la liga alternatica de Zúrich tiene un su escudo de armas un retrato de Pazienza como emblema.
En la canción "My sweet swan" del grupo de ska-core "Munnizza" está inserta, en la parte inicial del tema, una parte del film Paz.

## Lugares y edificios dedicados a Pazienza
- San Menaio: la costanera.

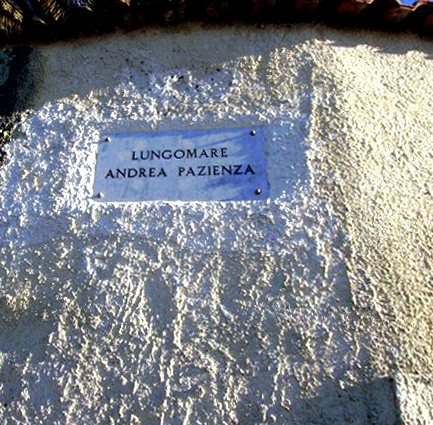
La placa en costanera de San Menaio (FG) dedicado al artista el 20 de julio de 2008.

- San Severo: una escuela elemental y una plazoleta en el centro histórico, cerca de su casa.
- San Benedetto del Tronto: una plazoleta en el centro histórico.
- Roma: una plaza en el nuevo barrio romano del Torrino-Mezzocammino.[6]
- Vittorio Veneto: una guardería.
- San Nicandro Garganico: un instituto de arte.
- Cosenza: sale de exposición de la Casa delle Culture.
- Nápoles: una calle del barrio Ponticelli.
- Cremona: el Centro Fumetto "Andrea Pazienza": una asociación que gestiona una riquísima biblioteca de cómics, publica autores nuevos y organiza otra actividades.[7]

## Obras
- http://it.wikipedia.org/wiki/Andrea_Pazienza#Collaborazioni